# Алексеев, Александр Евдокимович
Александр Евдокимович Алексеев (1837—1898/1899) — генерал-лейтенант русской императорской армии.

## Биография
Родился 9 (21) мая 1837 года в семье Евдокима Алексеевича Алексеева, 18 мая 1830 года женившегося на дочери Павла Михайловича Добринского, Надежде.
В военной службе состоял с 17 февраля 1855 года; 27 января 1856 года был произведён в прапорщики. Участвовал в Крымской войне.
Окончил Николаевскую военную академию по 2-му разряду; с 30 августа 1870 года — капитан.
Был начальником: сначала Гельсингфорского юнкерского пехотного училища (22.08.1874 — 16.03.1876), затем — Казанского училища (16.03.1876 — 02.10.1877).
Участвовал в русско-турецкой войне 1877—1878 годов.
С 3 октября 1879 года командовал 18-м Вологодским пехотным полком; с 2 марта 1885 года 142-м Звенигородским полком; в период с 24 ноября 1888 по 23 мая 1894 года был командиром 1-й бригады 9-й пехотной дивизии; генерал-майор с 24 ноября 1888 года, генерал-лейтенант с 31 августа 1896 года.
Умер 21 декабря 1898 (2 января 1899) года. Похоронен в Сергиевой пустыни.

## Награды
- орден Св. Анны 3-й ст. (1867)
- орден Св. Станислава 2-й ст. (1871; императорская корона — в 1876)
- орден Св. Анны 2-й ст. (1878)
- орден Св. Владимира 4-й ст. (1879)
- орден Св. Владимира 3-й ст. (1883)

## Семья
Был женат с 3 ноября 1869 года на дочери почётного потомственного гражданина Ольге Михайловне Скулевич. У них было четверо детей:
- Надежда (12.08.1870—?)
- Александр (04.08.1871—?)
- Николай (17.11.1872—?)